# Arman Kentau
Arman Kentau (kaz. Арман Кентау Футбол Клубы) – kazachski klub piłkarski z siedzibą w Kentau.

## Historia
Chronologia nazw:
- 1968–1990: Gorniak Kentau (kaz. Горняк Кентау)
- 1991–?: Arman Kentau (kaz. Арман Кентау)

Klub został założony w 1968 jako Gorniak Kentau i debiutował w Klasie B, strefie kazachskiej Mistrzostw ZSRR. W 1969 zajął spadkowe 20. miejsce i pożegnał się z rozgrywkami na szczeblu profesjonalnym. W 1991 zmienił nazwę na Arman Kentau i startował we Wtoroj Niższej Lidze, strefie 8.
Po uzyskaniu przez Kazachstan niepodległości w 1992 debiutował w Wysszej Lidze, w której zajął spadkowe 22. miejsce. Potem klub został rozformowany.

## Sukcesy
- Klasa B ZSRR, strefa kazachska: 15. miejsce (1968)
- Puchar ZSRR: 1/8 finału (1968/69)
- Priemjer-Liga: 22. miejsce (1992)